# İstanbul Bilgi Üniversitesi
Die İstanbul Bilgi Üniversitesi (deutsch: Istanbuler Bilgi-Universität) ist eine private Universität mit derzeit 11.000 Studenten in Istanbul. In der Türkei hat sie als unabhängige Institution durch ihre liberale Forschung eine Sonderstellung inne.

## Geschichte
Die Stiftung Bilgi Education and Culture Foundation gründete am 31. Oktober 1994 zunächst die Istanbul School of International Studies (ISIS). Zielsetzung war, durch Gründung einer privaten Universität, an der unabhängig von Staat und Institutionen geforscht werden sollte, ein veraltetes Hochschulsystem neu zu gestalten. Diese Universität sollte folgende Schwerpunkten haben:
- Fremdsprachen, Sozialwissenschaft und Naturwissenschaft
- Verknüpfung zwischen Kultur und Wissenschaft, die auf Respekt und Toleranz beruht
- Organisation von Seminaren, Konferenzen, Tagungen etc. zur kritischen Auseinandersetzung mit (historischen) Themen
- Unterstützung von Personen oder Institutionen, die kulturelle Aktivitäten fördern

Am 7. Juni 1996 wurde schließlich die Istanbul Bilgi Universität gegründet, die mit ihrer liberalen Auffassung eine besondere Rolle einnimmt. Seit Gründung ist die Zahl ihrer Studenten auf 11.000 gestiegen.
Seit 2006 betreibt die Universität ein Joint Venture mit dem amerikanischen Bildungskonzern Laureate Education.

## Forschung
Als Grundlage einer fortschrittlichen Forschung sieht die Universität Bilgi die Zufriedenheit eines Individuums und der Gesellschaft. Die Universität ist bekannt für ihre liberale Forschung und möchte freies Denken und Kreativität fördern. Im freien Zugang zu Bildung und Wissenschaft sieht sie ein fundamentales Menschenrecht. Neben den Angeboten der regulären Fakultäten betreibt die Universität mehrere Sonderforschungsbereiche wie z. B. das Center for Migration Research, das Human Rights Law Research Center oder auch das Social, Economic and Political Research Center. Im Rahmen der Forschung in diesen Bereichen wurden an der Universität bereits verschiedene Konferenzen abgehalten, die sich mit kritischen Themen der türkischen Gesellschaft befasst haben, wie z. B. der Diskussion um den Genozid an den Armeniern zwischen 1915 und 1917. Die Unterrichtssprache ist generell englisch, einzige Ausnahme bildet die juristische Fakultät mit türkischsprachigen Veranstaltungen.
Neben der Unterrichtssprache und der Zusammenarbeit mit ausländischen Universitäten in Deutschland, Frankreich, Großbritannien und den USA, weisen die Mitgliedschaften in Netzwerken wie dem Erasmus Student Network (ESN) auf die internationale Ausrichtung der Bilgi Universität hin. Die Universität ist Mitglied der European University Association (EUA), der International Association of Universities (IAU) sowie der OECD/IMHE.

## Organisation
Die Universität Bilgi wird von 9 Kuratoren geleitet, die alle vier Jahre einen Rektor wählen. Insgesamt verfügt die Universität über fünf Fakultäten, fünf Fachhochschulen und fünf Institute mit Graduiertenprgrammen.
| - Faculty of Architecture - Faculty of Business - Faculty of Communication - Faculty of Engineering and Natural Sciences - Faculty of Law - Faculty of Social Sciences and Humanities | - School of Applied Sciences - School of Aviation - School of Health Sciences - School of Sports Sciences and Technology - School of Tourism and Hospitality | - Graduate School of Social Sciences - Graduate School of Natural and Applied Sciences - Institute of Health Sciences - European Institute - Institute of Information and Technology Law |

Als Privatuniversität erfolgt die Finanzierung größtenteils aus Studiengebühren. Die Kosten pro Kurs betragen 1.400 US-Dollar, sodass sich die Gebühren für ein Semester auf bis zu 10.000 US-Dollar belaufen können. Seitens der Universität wird ärmeren Studenten ein Stipendium zur Verfügung gestellt, sodass im Vergleich zu staatlichen Universitäten die Zusammensetzung weniger homogen ist. Zulassungsvoraussetzung ist neben dem (türkischen) Abitur ein IELTS- oder TOEFL-Test.

## Bibliotheken und Museen
Bilgi verfügt über zwei Bibliotheken, eine in Dolapdere und eine am Kuştepe Campus. Des Weiteren ist die Gründung der größten Bibliothek der Türkei auf dem Campus in Santralistanbul in Planung. Neben der geplanten Bibliothek befindet sich ein modernes Kunstmuseum. Eine virtuelle Bibliothek, auf die die Studenten per Internet auch von außerhalb der Campus zugreifen können, enthält 25.000 E-Books, 23.000 wissenschaftliche Journale, 37 Datenbanken und Enzyklopädien.

## Lage
Die Istanbul Bilgi Universität ist in drei Campus aufgeteilt. Die Campus befinden sich auf der europäischen Seite Istanbuls in den Stadtteilen Kuştepe (Hauptcampus), Dolapdere sowie in Santral am Ende des Goldenen Horns. Die modernen Campus wurden bewusst in ärmere Stadtteile verlegt, um den Kontrast zwischen arm und reich bzw. zwischen Tradition und Moderne zu verdeutlichen.

## Persönlichkeiten und Alumni
| - Chris Stephenson - Asaf Savaş Akat - Murat Belge - Taner Berksoy - İsmail Cem - Feride Çiçekoğlu - Edhem Eldem - Ricky Ford - Selen Gülün - Can Kozlu - Pınar Kür | - Ömer Madra - Betül Mardin - Donovan Mixon - Ali Nesin - Celil Oker - Soli Özel - Fatih Özgüven - İpek Özkal-Sanver - Behice Tezçakar Özdemir - Jale Parla - M. Remzi Sanver | - İhsan Bilgin - Ertugrul Ahmet Tonak - Murat Güvenç - Bülent Somay - Ferda Keskin - Ulus Baker - Ferhat Kentel - Semra Somersan - Murat Paker - Dirk Johan Stromberg - Haluk Şahin | - Turgut Tarhanlı - Mete Tunçay - Suraiya Faroqhi - Serhan Ada - İlter Turan - Gareth Winrow - Şule Kut - İlhan Usmanbaş - Serap Yazıcı - Arus Yumul - Derviş Zaim | - Niyazi Öktem - Laszlo Nemeth - Ege Yazgan - Koray Akay - Goksel Asan - Butch Morris - Tansel Korkmaz - Nesrin Topkapı - Hazal Kaya - Bedra Zeynep Sayın Balıkçıoğlu |